# Infibulación

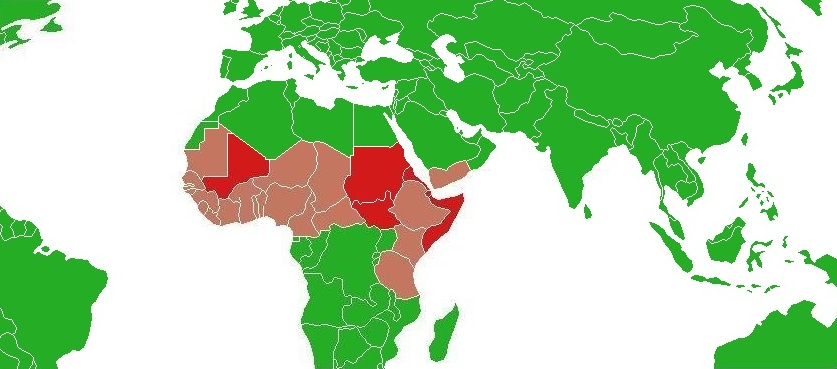
Distribución de la FGM:
Rojo oscuro: Escisión e infibulación
Pardo: Clitoridectomía

La infibulación es un tipo de mutilación de los genitales femeninos. Consiste en el estrechamiento de la abertura vaginal mediante sutura, en donde los labios son cortados y recolocados, dejando solo una pequeña abertura para la emisión de orina y descarga de la sangre menstrual. Puede incluir o no la extirpación del clítoris (clitoridectomía).
Por lo general es una partera o curandera quien realiza la infibulación cuando las niñas tienen entre 2 y 7 años de edad. No se utiliza anestesia y es común que las pequeñas desarrollen infecciones ya que las condiciones de la operación no son higiénicas.
La infibulación, llamada también «circuncisión faraónica», más que definida es descrita así por el Dr. Cordero Marín: «extirpación total del clítoris, labios menores y parte de los labios mayores. Las dos partes de la vulva se suturan con espinos, generalmente con acacia enana, se fijan con cordel en cierre de corsé dejando un solo agujero que dé paso a la orina y a la sangre menstrual, asegurando su permeabilidad con un trozo de caña de bambú. La hemostasia se realiza aplicando una mezcla, casi siempre de azúcar y goma arábiga. A continuación se adosan ambas piernas amarrándolas hasta la altura de las rodillas. Unas semanas después se quitan los espinos; si la operación no dio resultado se repite de nuevo».
Después del matrimonio la vulva es abierta con un cuchillo, lo que a menudo vuelve a ocurrir en ocasión de un parto. El cierre vaginal vuelve a repetirse cada vez que el esposo desea hacer un viaje.
Cabe destacar que los procedimientos anteriormente descritos, varían dependiendo del país, etnia, religión y de quien lo realiza.
La infibulación es la forma más extensa de lo que en varias culturas africanas se denomina circuncisión femenina, una práctica que todavía se viene realizando en 28 países. La meta es que las mujeres pierdan la capacidad de sentir placer sexual durante el coito, asegurando de esa manera que no serán infieles. 
El resultado es que la mayoría de las mujeres a las que se practica la infibulación desarrollan problemas médicos, desde los quistes dermoides, infecciones urinarias y fístulas, hasta las hemorragias uterinas y otras complicaciones serias que pueden causarles hasta la muerte.
La exembajadora de la Organización de las Naciones Unidas (1997-2003) contra la ablación, la exmodelo somalí Waris Dirie, quien sufrió una infibulación a los tres años, ha conseguido que esta práctica se haya vuelto ilegal en algunos países africanos, aunque se sigue practicando al margen de la ley.
Una revisión sistemática de 8 estudios de efectividad y 27 estudios de contexto realizados en Burkina Faso, Egipto, Etiopía, Somalia, Kenia, Mali, Nigeria y Senegal, concluyó que las intervenciones para alentar el abandono de la mutilación/ablación presentan efectos positivos sobre las actitudes, pero los efectos sobre su práctica son limitados. Esto último puede deberse a una intensidad deficiente del programa, problemas de implementación o una cantidad insuficiente de participantes como para detectar cambios. Asimismo, los factores que respaldaron la mutilación/ablación fueron la tradición, religión y reducción del deseo sexual femenino, mientras que la obstaculizaron las complicaciones médicas y el impedimento de la satisfacción sexual. También concluyó que las leyes y códigos nacionales no son suficientes para acabar con esta práctica. En el mejor de los casos, tienen solo un efecto limitado. Por otro lado, trabajar con las comunidades puede cambiar su actitud frente a la MGF, pero ello dependerá del diseño del plan, del contexto y de su implementación. Asimismo, las intervenciones que no consideraron las necesidades de la comunidad o no involucraron a sus líderes religiosos, contaron con abandonos y baja participación. Por último, trabajar con jóvenes pudiera ser una alternativa rentable y eficaz.